# Харьковский институт народного хозяйства

«Билет для входа в Харьковский коммерческий институт в 1919—1920 гг.», в 1921 гг. выдан студентке ХИНХ Е. П. Кравченко

Харьковский институт народного хозяйства (ХИНХ) — высшее экономическое учебное заведение, действовавшее в Харькове в 1920—1930 годах. 
Институт народного хозяйства создан в результате реорганизации Харьковского коммерческого института. В ходе реорганизации в 1930 года разделён на ряд отраслевых вузов, в том числе и Харьковский инженерно-экономический институт (ныне Харьковский национальный экономический университет им. С. Кузнеца).

## История

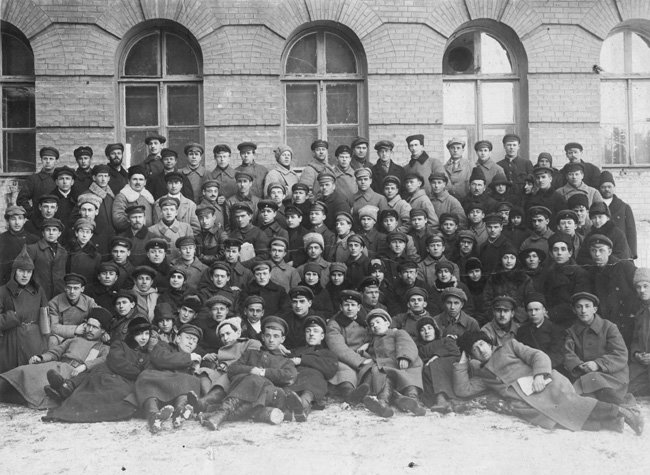
Студенты первого партийного набора Харьковского института народного хозяйства, 1920 г.

Реорганизация Харьковского института народного хозяйства и создание отраслевых вузов (общая схема), 1920—2010 гг.

В 1920 г. Харьковский коммерческий институт был лишён своего здания, научной библиотеки, лабораторий и оборудования и преобразован в институт народного хозяйства. В его состав передавался юридический факультет Харьковского университета, также подвергнутого ликвидации и преобразованного в институт народного образования. Ликвидировалось академическое самоуправление института. Руководство вуза осуществлялось назначенной администрацией во главе с ректором и политкомиссаром.
Вуз возглавляли П. И. Фомин (1920—1923 гг.), Я. А. Соколин (1923—1926 гг.), Л. И. Величко (1927—1928 гг.), Е. А. Кустолян (1929—1930 гг.).
В 1921—1922 гг. институт размещался в помещении бывшей еврейской богадельни по ул. Куликовской, 3. Крайне тяжёлые материальные условия привели к временному прекращению деятельности.
В 1923 г. институту было передано здание коммерческого училища по ул. Пушкинской, 81, что создало условия для возобновления нормальной работы. Были воссозданы учебные подразделения — кабинеты, кафедры, семинары. Оживилась научная деятельность. В первые послереволюционные годы 90 % контингента учащихся ХИНХ составляли студенты ХКИ с достаточно высоким уровнем подготовки.
Несмотря на организационное разделение науки и высшего образования в УССР, ХИНХ, усилиями проф. П. И. Фомина, сохранял возможности для научно-исследовательской работы. Институт тесно взаимодействовал с научно-исследовательскими кафедрами ВУАН — кафедрой мирового хозяйства (проф. П. И. Фомин) и кафедрой международного права (проф. Н. И. Палиенко). При институте действовал Кабинет изучения Донецкого бассейна.
В 1923 г. проф. П. И. Фомина сменил на посту ректора партийный функционер Соколин.
В течение десятилетия уровень подготовки поступающих в институт учащихся неуклонно снижался. В связи с политикой «пролетаризации» высшего образования неуклонно возрастала доля недостаточно подготовленных студентов, зачисляемых по разнарядкам советских организаций. Членство в партии позволяло пользоваться льготами по оплате обучения, получать престижную работу по окончании института. Усиливалась политизация института. Студенчество охватывалось политическими кампаниями, вовлекалось в деятельность партийных, комсомольских и профсоюзных комитетов. В институте действовала сильная троцкистская оппозиция. Контингент студентов систематически проверялся в ходе партийных чисток.
Большую часть времени у студентов занимали побочные заработки. В 1927 г. стипендию получали 61,2 % студентов, имевших необходимое «социальное происхождение» и партийность. Возрастало количество «вечных студентов», не заканчивавших в срок курс обучения. Дисциплина учебного процесса была низкой. Низкие зарплаты вынуждали преподавателей искать дополнительный заработок и формально относиться к занятиям, снижая требования к учащимся.
Вместе с тем, ХИНХ был крупнейшим и наиболее престижным высшим учебным заведением Украины, имевшим репутацию вуза, готовящего «красных директоров».
С началом политики индустриализации негативные процессы в институте обострились. Студенты и преподаватели ощущали себя дезориентированными. Проходили активные дискуссии по поводу профиля подготовки специалистов в институте.
Назначенный в 1927 г. ректором морально разложившийся (алкоголизм) партийный функционер Л. И. Величко не был способен выработать концепцию изменений учебного процесса и реализовать её на практике. Руководство Главпрофобра Наркомобраза УССР также не имело своего взгляда на роль института в изменявшихся условиях. Наркмопрос Украины оказывался «тормозом в осуществлении разумных предложений института».
В 1929—1930 г. ректором ХИНХ был назначен ученик проф. П. И. Фомина Е. А. Кустолян. Под его руководством был предпринят ряд изменений. Был ликвидирован экономический факультет, подготовка на промышленном, торговом и финансово-банковом факультете начиналась с 1-го курса. В учебном плане промышленного факультета, где теперь вели подготовку по профилю инженера-экономиста, увеличивалась доля специальных и технических дисциплин. Учебные планы торгового, финансового и статистического факультетов перерабатывались с учётом требований огосударствленных отраслей народного хозяйства. Правовой факультет «экономизировался» — вместо профилей подготовки работников прокуратуры и адвокатуры велась подготовка работников «госаппарата» и «хозстроительства». Упорядочивался учебный процесс.
В ходе реформы высшего образования в УССР, в 1930 г. ХИНХ был реорганизован. На базе его факультетов были созданы отраслевые институты с новым (узким) профилем подготовки; в том числе на базе промышленного факультета — Харьковский инженерно-экономический институт. Реформа 1930 г. означала переориентацию на характерный в дальнейшем для советской модели высшего образования массовый (средний или даже посредственный) уровень подготовки. Уровень вуза снижался. В отличие от ХИНХ, новые институты должны были готовить специалиста-исполнителя с хорошей прикладной подготовкой по конкретной отрасли производства или сфере деятельности

## Факультеты и направления подготовки

### Факультеты
На протяжении 1920-х гг. организационная структура института, количество и состав факультетов неоднократно менялись. В начале десятилетия институт сохранял схему организации учебного процесса, принятую в Харьковском коммерческом институте. Студенты младших курсов получали базовую подготовку на Основном факультете, а затем переходили на факультеты со специализированной подготовкой.
В 1923 г. действовали:
- основной,
- промышленный,
- внешней и внутренней торговли,
- финансово-банковый,
- кооперативный,
- правовой

факультеты.
К середине десятилетия кооперативный факультет был закрыт и открыты
- статистический,
- трудовой
- рабочий

факультеты. Трудовой факультет действовал недолго. К 1928 г. промышленный, торговый и финансово-банковый факультет были объединены в факультет экономический. В 1929 г. экономический факультет был ликвидирован, что означало усиление курса на специализацию подготовки.
Большая роль отводилась кабинетным занятиям; кабинетов в структуре института было 4 (счетоведения, организации торгово-промышленных предприятий, труда, финансово-экономический). Кабинеты располагали специальными библиотеками и оборудованием, при них проводились лабораторные занятия и занятия семинаров. Для обучения иностранным языками работали специальные куратории. Действовали подготовительные, переходные, рабочие курсы, что было вызвано увеличением количества слабо подготовленных студентов «пролетарского происхождения» и частыми структурными изменениями в институте.

### Учебный план
Учебный план ХИНХ был выработан под руководством проф. П. И. Фомина в 1921—1922 гг. в соответствии с целевой установкой «готовить организаторов промышленности». В целом, он был подобен учебному плану ХКИ. По причинам политического характера, в учебный план вводились различные «общественно-политические» дисциплины, как то: история классовой борьбы, ленинизм, империализм и колониальная политика, исторический материализм, история профдвижения, история социализма и т. п.
Так, студент, закончивший промышленный факультет в 1925 г., изучал следующие дисциплины (разбивка на блоки условна):
| Промышленный факультет                        |
| Базовая подготовка (младшие курсы)            |
| --------------------------------------------- |
| Общеобразовательные                           |
| элементарная математика                       |
| гражданское право                             |
| физика                                        |
| биология                                      |
| химия                                         |
| немецкий язык                                 |
| Общественно-политические                      |
| история социализма                            |
| исторический материализм                      |
| общее учение о государстве и конституция СССР |
| Экономические                                 |
| экономическая политика                        |
| экономическая политика соввласти              |
| экономическая география                       |
| экономика обрабатывающей промышленности       |
| экономика пищевой промышленности              |
| финансовая наука                              |
| Правовые                                      |
| общая теория трава                            |
| рабочее право                                 |
| Профессиональные                              |
| организация промышленных предприятий          |
| коммерческая арифметика                       |
| счетоведение                                  |
| статистика                                    |
| товароведение                                 |
| Специализация (старшие курсы)                 |
| Технические дисциплины                        |
| машиноведение                                 |
| черчение                                      |
| электротехника                                |
| транспортное дело                             |
| металлургия                                   |
| Специальные экономические                     |
| экономика Донбасса                            |
| организация горно-промышленных предприятий    |
| промышленное счетоведение                     |
| калькуляции                                   |
| статистика труда                              |
| промышленная статистика                       |
| Специальные правовые                          |
| промышленное право                            |
| горное право                                  |
| торговое право                                |
| Специальные                                   |
| гигиена труда                                 |
| техника безопасности труда                    |

Для получения диплома необходимо было пройти практические занятия по статистике, счетоведению и изготовлению чертежей, иметь определённый стаж работы и защитить дипломный проект.
В конце 1920-х гг., в связи с введением подготовки по профилю инженера-экономиста, в учебный план вводились новые специальные и технические дисциплины: холодная обработка металлов, силовое хозяйство, техническое нормирование, промфинплан и т. д.).

## Контингент
В 1929 г. в институте обучались 1330 студентов. Из них 44 % указывали «социальное происхождение» из рабочих (против 9,5 % в 1923 г.), 15,6 % из крестьян.
35 % были членами КП(б)У, 27 % — членами ВЛКСМ.
По национальной принадлежности 42,3 % были украинцами, 25,9 % — русскими, 25,5 % — евреями, 6,3 % — принадлежали к прочим этническим группам.

## Наука в ХИНХ
Для института было характерным стремление сочетать научную и образовательную деятельность.

### Научно-исследовательское отделение
В 1920 г. в институте было создано научно-исследовательское отделение (рук. проф. П. И. Фомин, секр. Н. И. Галицкий). В 1922 г. в нём состояли 32 учёных — действительных члена и научных сотрудника, объединявшихся в научные коллективы, работавшие в тематических направлениях «экономика и статистика» (темы «Мировое хозяйство», «Народное хозяйство Украины во время войны и революции», «Экономика сельского хозяйства», «теоретическая статистика»), «счетоводство» (тема «Проблемы безденежного обращения и материального учёта в бухгалтерии»), а также в области права.

### Экономический семинар
Для углубления экономических знаний студентов и вовлечения их в исследовательскую работу действовал Экономический семинар. Действительными членами семинара могли быть как студенты ХИНХ так и студенты других вузов. На заседаниях семинара проводились лабораторные занятия и заслушивались открытые доклады на социально-экономические темы. Семинар имел отдельный бюджет и был разбит на секции теоретической экономики, мирового хозяйства, экономики Украины и России.
Семинар был организован в 1922 г., далее действовал в составе НИК мирового хозяйства.

### Научно-исследовательские кафедры
В дальнейшем, после организационного разделения науки и образования в УССР, Научно-исследовательская кафедра мирового хозяйства ВУАН (рук. проф. П. И. Фомин) и научно-исследовательская кафедра проблем современного права ВУАН (рук. проф. Н. И. Палиенко), формально не будучи включены в структуру института, тесно с ним взаимодействовали. Де-факто будучи его научными подразделениями. В меньшей степени ХИНХ взаимодействовал с НИК марксизма и марксоведения (рук. проф. С. Ю. Семковский).
В составе НИК мирового хозяйства действовали пять секций (1925 г.): теоретической экономики, социальной статистики, частнохозяйственной экономики, мирового хозяйства, экономики Украины и СССР. Большое внимание уделялось теоретическим проблемам функционирования мирового хозяйства и изучения экономической конъюнктуры. Изучались вопросы экономической политики государства и хозяйственного планирования, деятельности финансово-промышленных объединений, использования математико-статистических методов макроэкономического анализа и прогнозирования. Серьёзно изучался теоретический и практический хозяйственный опыт Германии, на экономическую науку которой была ориентирована эта экономическая школа.

### Кабинет изучений Донецкого бассейна
По инициативе проф. П. И. Фомина был организован Кабинет изучения Донецкого бассейна, действовавший как научно-исследовательское учреждение.

### Комиссия экономических исследований украинской промышленности
Тесно связанной с ХИНХ была Комиссия экономических исследований украинской промышленности при ВСНХ УССР (науч. рук. проф. П. И. Фомин).
В конце 1920-х гг. учёные института активно привлекались к исследовательским проектам, выполняемым в интересах организаций и ведомств УССР: «Промкарта Украины», «Методы определения динамики себестоимости в тресте „Донуголь“», «Методы исчисления эффективности капитальных вложений в металлургической промышленности», «Положение про госфинконтроль» и др.

## Профессора и преподаватели
В 1929 г. преподавание вели 59 профессоров и 109 преподавателей.
Основу профессорско-преподавательского состава ХИНХ составляли сотрудники ХКИ (П. И. Фомин, Н. И. Палиенко, Н. А. Максимейко, И. И. Попов, А. Н. Сериков и др.), советские партийные деятели перешедшие к академической деятельности (И. К. Дашковский), большая и разнородная группа привлечённых специалистов — учёных и практиков. К середине десятилетия — преподавательские должности получили молодые специалисты, закончившие обучение в ХИНХ и других вузах (С. Д. Ратнер, Н. Г. Ефимов, Е. А. Кустолян, Е. Г. Либерман и др.),

## Известные выпускники
- Абрамов, Василий Леонтьевич — советский военный деятель, генерал-майор (1943 год).
- Малик, Яков Александрович — советский дипломат, заместитель министра иностранных дел и одновременно в 1968—1976 постоянный представитель СССР в СБ ООН; 1930 г. окончил правовой факультет ХИНХ.
- Румянцев, Алексей Матвеевич — экономист и социолог, вице-президент АН СССР, главный редактор журнала «Коммунист», шеф-редактор журнала «Проблемы мира и социализма», главный редактор «Правды», редактор Экономической энциклопедии «Политическая экономия», директор Института конкретных социальных исследований (ИКСИ) АН СССР; окончил промышленный факультет ХИНХ в 1926 г.
- Шелест, Пётр Ефимович — советский партийный и государственный деятель, член Политбюро, Президиума ЦК КПСС, первый секретарь ЦК Компартии Украины; обучался на рабочем, промышленном факультетах ХИНХ в 1929—1930 гг.

## Интернет-ресурсы
- Информация на сайте Харьковского национального экономического университета (по-украински, по-русски)